# Äquivarianter Schätzer
Ein äquivarianter Schätzer ist ein spezieller Punktschätzer in der Schätztheorie, einem Teilgebiet der mathematischen Statistik. Äquivariante Schätzer zeichnen sich im einfachsten Fall dadurch aus, dass eine Transformation der Daten zu einer identischen Transformation des Schätzwertes führt. Verschiebt man die Daten also um einen gewissen Wert, so ist der Schätzwert ebenso um diesen Wert verschoben.
Für äquivariante Schätzer lassen sich einige Optimalitätsbedingungen leichter zeigen. So sind beispielsweise unter gewissen Zusatzannahmen lokal minimale äquivariante Schätzer immer auch gleichmäßig beste erwartungstreue Schätzer. Wichtige äquivariante Schätzer sind die Pitman-Schätzer.

## Definition
Gegeben sei ein statistisches Modell {\displaystyle (X,{\mathcal {A}},(P_{\vartheta })_{\vartheta \in \Theta })} mit {\displaystyle \Theta \subset \mathbb {R} ^{n}}. Sei {\displaystyle {\mathcal {Q}}} eine Gruppe von bijektiven, messbaren Transformationen von {\displaystyle (X,{\mathcal {A}})} nach {\displaystyle (X,{\mathcal {A}})} und es gelte für alle {\displaystyle q\in {\mathcal {Q}}}
{\displaystyle q(X)=X{\text{ sowie }}q({\mathcal {A}})={\mathcal {A}}}.
Dann induziert {\displaystyle {\mathcal {Q}}} über den Zusammenhang
{\displaystyle P_{\vartheta }(A)=P_{{\overline {q}}(\vartheta )}(q(A))}
eine Gruppe {\displaystyle {\overline {\mathcal {Q}}}=\{{\overline {q}}\}} auf {\displaystyle \Theta }.
Des Weiteren sei
{\displaystyle {\overline {q}}(\Theta )=\Theta {\text{ für alle }}{\overline {q}}\in {\overline {\mathcal {Q}}}.}
Dann heißt ein Punktschätzer
{\displaystyle d:(X,{\mathcal {A}})\to (\Theta ,{\mathcal {B}}(\Theta ))}
ein äquivarianter Schätzer, wenn
{\displaystyle d(q(x))={\overline {q}}(d(x)){\text{ für alle }}q\in {\mathcal {Q}}}
gilt.

## Äquivariante Schätzer im Lokationsmodell
Sei {\displaystyle (\mathbb {R} ^{n},{\mathcal {B}}(\mathbb {R} ^{n}),(P_{\vartheta })_{\vartheta \in \Theta })} ein Lokationsmodell, also ein statistisches Modell mit Lokationsklasse {\displaystyle (P_{\vartheta })_{\vartheta \in \Theta }}, die von dem Wahrscheinlichkeitsmaß {\displaystyle P} erzeugt wird. Sei
{\displaystyle {\mathcal {Q}}:=\{T_{\vartheta }\,|\,\vartheta \in \mathbb {R} \}{\text{ mit }}T_{\vartheta }(x)=x-\vartheta \cdot \mathbf {1} },
die Gruppe der Translationen in {\displaystyle \mathbb {R} ^{n}} entlang dem Einsvektor {\displaystyle \mathbf {1} } um {\displaystyle \vartheta }.
Dann gilt wie oben gefordert
{\displaystyle T_{\vartheta }(\mathbb {R} ^{n})=\mathbb {R} ^{n}{\text{ und }}T_{\vartheta }({\mathcal {B}}(\mathbb {R} ^{n}))={\mathcal {B}}(\mathbb {R} ^{n})}
für alle {\displaystyle \vartheta \in \mathbb {R} }. Für {\displaystyle P_{0}\in (P_{\vartheta })_{\vartheta \in \Theta }} gilt dann
{\displaystyle P_{\vartheta }(A)=P_{0}(A-\vartheta \cdot \mathbf {1} )},
da {\displaystyle P_{0}} in der Lokationsklasse liegt. Somit ist die induzierte Gruppe {\displaystyle {\overline {\mathcal {Q}}}} auf {\displaystyle \mathbb {R} } gegeben durch die Translationen um {\displaystyle \vartheta }.
Demnach ist ein Punktschätzer {\displaystyle d} in diesem Modell genau dann ein äquivarianter Schätzer, wenn
{\displaystyle d(x+\mathbf {1} \cdot \vartheta )=d(x)+\vartheta }
gilt.

## Äquivariante Schätzer im Skalenmodell
Ist {\displaystyle (\mathbb {R} _{+}^{n},{\mathcal {B}}(\mathbb {R} _{+}^{n}),(P_{\vartheta })_{\vartheta \in (0,\infty )})} ein Skalenmodell, also ein statistisches Modell mit Skalenfamilie und ist
{\displaystyle {\mathcal {Q}}:=\{S_{\vartheta }\,|\,\vartheta \in (0,\infty )\}{\text{ mit }}S_{\vartheta }(x):=\vartheta \cdot x}
die Gruppe (auf {\displaystyle \mathbb {R} _{+}^{n}}) der Multiplikationen mit einer positiven reellen Zahl, so ist die Gruppe {\displaystyle {\overline {\mathcal {Q}}}} (auf {\displaystyle \mathbb {R} }) ebenfalls die Multiplikation mit einer positiven reellen Zahl. Dies folgt analog zum obigen Fall über die definierenden Eigenschaften der Skalenfamilie. Somit ist im Skalenmodel ein Punktschätzer {\displaystyle d} genau dann ein äquivarianter Schätzer, wenn
{\displaystyle d(\vartheta \cdot x)=\vartheta \cdot d(x)}
ist.